# Лукас, Питер Дж.
Питер Дж. Лукас, или. Петр Юзеф Анджеевский (родился 2 июня 1962 года в Вжесне) — польский актёр.

## Биография
В детстве Петр играл на различных инструментах и пел. Когда ему было 12, он научился играть на аккордеоне. Несколько лет выступал на сцене, становился лауреатом студенческих фестивалей.
Окончил факультет машин и транспортных средств Познанского технологического университета, получив степень магистра сельскохозяйственной инженерии, специалист по тракторам и комбайнам. Он также окончил Профессиональную школу песни в Познани .
В 1984 году дебютировал в роли Слепого Глухонемого в спектакле Яна Астриаба «Слепой» в постановке Леха Терпиловского на сцене Большого театра в Варшаве. Станислав Монюшко в Познани . В 1985 году пел в хорах на концертах Кшиштофа Кравчика . В 1987 году получил отличие и награду от Программы III Польского радио на Обзоре эстрадных песен во Вроцлаве; был первым непрофессиональным актером, допущенным к участию в конкурсе .
Уехал в Англию в 1987 году, его тогдашняя девушка, британская актриса, уговорила его принять участие в кастинге для рекламного ролика . Ему это очень понравилось, благодаря чему он снялся в ряде рекламных фильмов . В 1989 году британское рекламное агентство разрешило ему поехать в Голливуд, где с помощью своей подруги Джоан Коллинз он наладил сотрудничество с агентом. Подрабатывал, работая курьером и появляясь статистом в фильмах и дублером актёров во время проверки света и звука в студиях звукозаписи. Через полгода приехал в Польшу на Рождество. Уговорив родителей, вернулся в Лос-Анджелес .
После гостевой роли в фильмах "Она написала убийство " (1994), «Спасатели Малибу» ( 1995) и "Уокер, техасский рейнджер " (1996), получил свою дебютную роль Алексея в полнометражном триллере " Опасный груз " (1996) и у Роланда Эммериха. в блокбастере «День независимости» ( 1996), в котором сыграл русского репортера . Появлялся в популярных сериалах, в том числе: Спасатели Малибу (Baywatch, 1998), Военно-юридическая служба (JAG, 2002), Скорая помощь (ER, 2003), Шпионка (Alias, 2003) . В 1996 году он получил награду «Лучший злодей года» за роль барона фон Гловера в компьютерной игре «Gabriel Knight 2: The Beast Within» (1995). Сыграл роль Петра Крола в драме Дэвида Линча « Внутренняя империя » 2006 года с Джереми Айронсом и снялся в роли водителя в научно-фантастическом триллере «Остров» ( 2005) с Юэном МакГрегором .
Появился в комедии Юлиуша Махульского « Киллер 2» (1999), сыграл главную роль Анджея «Андре» Котиновича в нашумевшем триллере «Последняя миссия» (2000), а также в сериале TVP2 «В добре и в зле» (2002—2003 годы) и в «Офицерах» (2006 год). В 2006 году участвовал в четвёртом выпуске развлекательной программы «Танцы со звёздами», вместе с Доминикой Кублик занял второе место в финале. В 2007 году сыграл Яцека Стемпинского, бизнесмена, бывшего друга Павла Дунина и его семьи, биологического отца Лукаша, поклонника Марии Маевской в мыльной опере Polsat "Сама жизнь ". В 2011 году появился в фильме Веслава Саневского «Победитель» .

## Частная жизнь
С 1991 года он был женат на модельере Эльке, вместе с которой руководил компанией по производству одежды в США. Есть сын Александр (2007 г.р.) от телепродюсера Агнешки Конецкой.

## Фильмография

### Художественные фильмы
- 1996 : Опасный груз - Алексей
- 1996 : День независимости - русский репортер.
- 1997 : Мала Сангре в роли Мартина
- 1997 : Слишком хорошо, чтобы быть правдой как Джек
- 1999 : Киллер 2 в роли Шакала
- 2000 : Последняя миссия — Анджей «Андре» Котинович
- 2001 : Каменное сердце — Кен Сандерс
- 2003 : От колыбели до могилы как российский заказчик
- 2005 : Остров водителя
- 2006 : Мириам в роли Бижаикис
- 2007 : Идеальный сон — Иван
- 2006 : Внутренняя империя — Петрек Крол

### телефильмы
- 1997 : Смерть на Эвересте (Into Thin Air: Death on Everest) — Анатолий Букреев
- 2002 : Охотник: Возвращение к правосудию — Владимир Косков